# Девушка с жемчужной серёжкой (фильм)
«Девушка с жемчужной серёжкой» (англ. Girl with a Pearl Earring) — кинофильм 2003 года режиссёра Питера Уэббера по одноимённому роману Трейси Шевалье.

## Сюжет

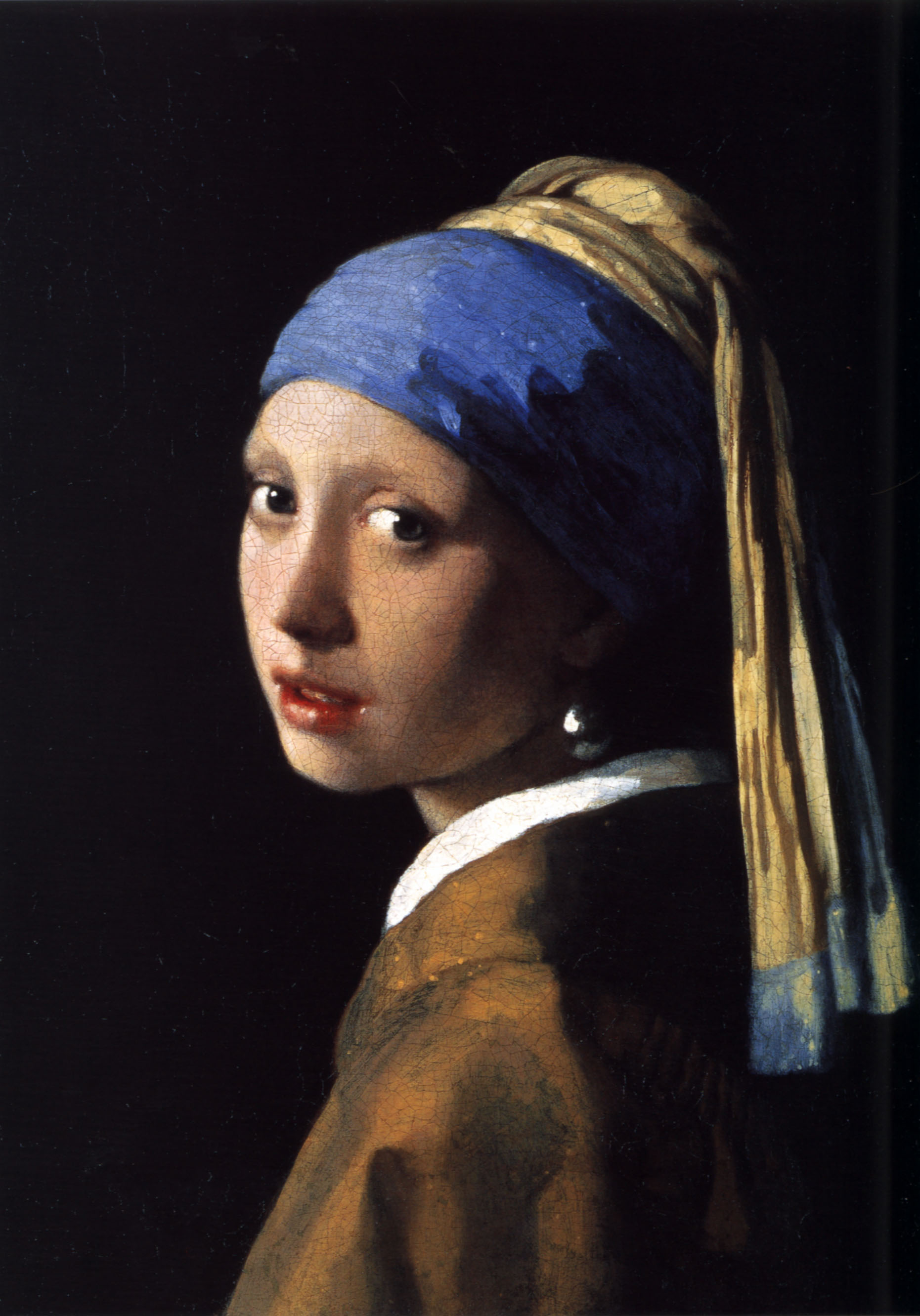
Девушка с жемчужной серёжкой, Ян Вермеер, ок. 1665-75 гг.

Действие фильма происходит в Нидерландах в XVII веке. Шестнадцатилетняя Грит поступает служанкой в дом знаменитого художника Яна Вермеера. Сообразительная девушка привлекает внимание мастера, он знакомит её с волшебным миром живописи и даже доверяет ей замешивать для себя краски. Девушка позирует для одной из его картин. Это вызывает недовольство всех членов семьи художника, многочисленные конфликты и приводит к изгнанию Грит из дома хозяев ревнующей женой художника.

## В ролях
| Актёр              | Роль                |
| ------------------ | ------------------- |
| Колин Фёрт         | Ян Вермеер          |
| Скарлетт Йоханссон | Грит                |
| Том Уилкинсон      | Питер Ван Райвен    |
| Джуди Парфитт      | Мария Тинс          |
| Киллиан Мёрфи      | Питер (сын мясника) |
| Эсси Дэвис         | Катарина Вермеер    |
| Джоанна Скэнлан    | Таннеке             |
| Алакина Манн       | Корнелия            |
| Анна Попплуэлл     | Мэртжи              |

## Саундтрек
Саундтрек к фильму, написанный Александром Деспла, в 2004 году был номинирован на премию «Золотой глобус» за лучшую музыку к фильму, был претендентом на получение премии BAFTA за лучшую музыку к фильму и премии Европейской киноакадемии в категории «Лучший композитор».

## Различия между фильмом и книгой
- В фильме не упоминается о том, что Грит впоследствии вышла замуж за Питера и родила двоих сыновей — Яна и Франса.
- В фильме отсутствует сюжетная линия, касающаяся взаимоотношений Грит с её братом и младшей сестрой Агнессой.
- В романе господин Ван Левенгук советует Грит держаться подальше от художника, но в фильме, в связи с отсутствием этого персонажа, разговор на эту тему происходит между Грит и Питером.
- В романе отношения Грит и Таннеке носят напряжённый характер, в фильме же они более дружны.
- В фильме Вермеер прокалывает левую мочку на ухе Грит и вдевает серёжку, в романе Грит прокалывает обе мочки ушей самостоятельно.

## Награды и номинации
Полный перечень наград и номинаций — на сайте IMDB.
| Премия                                | Категория                            | Имя                                      | Результат |
| ------------------------------------- | ------------------------------------ | ---------------------------------------- | --------- |
| «Оскар»                               | Лучшая операторская работа           | Эдуардо Серра                            | Номинация |
| «Оскар»                               | Лучшая работа художника-постановщика | Бен Ван Ос, Сесиль Хейдман               | Номинация |
| «Оскар»                               | Лучший дизайн костюмов               | Дин Ван Страален                         | Номинация |
| «Золотой глобус»                      | Лучшая женская роль в драме          | Скарлетт Йоханссон                       | Номинация |
| «Золотой глобус»                      | Лучшая музыка к фильму               | Александр Деспла                         | Номинация |
| BAFTA                                 | Лучший британский фильм              | Питер Уэббер, Ананд Такер, Энди Патерсон | Номинация |
| BAFTA                                 | Самый многообещающий дебютант        | Питер Уэббер                             | Номинация |
| BAFTA                                 | Лучшая женская роль                  | Скарлетт Йоханссон                       | Номинация |
| BAFTA                                 | Лучшая женская роль второго плана    | Джуди Парфитт                            | Номинация |
| BAFTA                                 | Лучшая музыка к фильму               | Александр Деспла                         | Номинация |
| BAFTA                                 | Лучшая работа художника-постановщика | Бен Ван Ос, Сесиль Хейдман               | Номинация |
| BAFTA                                 | Лучший адаптированный сценарий       | Оливия Хетрид                            | Номинация |
| BAFTA                                 | Лучшая операторская работа           | Эдуардо Серра                            | Номинация |
| BAFTA                                 | Лучший дизайн костюмов               | Дин Ван Страален                         | Номинация |
| BAFTA                                 | Лучший грим                          | Дженни Ширкор                            | Номинация |
| Премия кинофестиваля в Сан-Себастьяне | Лучшая операторская работа           | Эдуардо Серра                            | Победа    |
| Ассоциация кинокритиков Лос-Анджелеса | Лучшая операторская работа           | Эдуардо Серра                            | Победа    |